# Vanikorofluiter
De vanikorofluiter (oude naam santacruzfluiter) (Pachycephala vanikorensis) is een zangvogel uit de familie Pachycephalidae (dikkoppen en fluiters). 

## Verspreiding en leefgebied
Deze vogel komt voor op het eiland Vanikoro (zuidelijke Santa Cruz-eilanden) in het zuidoosten van de Salomonseilanden. 

## Status
De vanikorofluiter komt niet als aparte soort voor op de lijst van het IUCN, maar is daar een ondersoort van de gouden fluiter (P. pectoralis vanikorensis).